# Santo Tomé de Zabarcos (kommun)
Santo Tomé de Zabarcos är en kommun i Spanien.   Den ligger i provinsen Provincia de Ávila och regionen Kastilien och Leon, i den centrala delen av landet, 110 km väster om huvudstaden Madrid. Antalet invånare är 113.